# Sibirskita
La sibirskita és un mineral de la classe dels borats. Rep el seu nom de Sibèria (Sibirski, en rus), on va ser descoberta.

## Característiques
La sibirskita és un borat de fórmula química Ca₂(HB₂O₅)(OH). Cristal·litza en el sistema monoclínic. Es troba en forma de cristalls ròmbics a prismàtics, de fins a 1,5 mil·límetres, i com a grans irregulars, en agregats. És un mineral isostructural amb la sussexita i la szaibelyita.
Segons la classificació de Nickel-Strunz, la sibirskita pertany a «06.BC - Inodiborats amb triangles i/o tetraedres» juntament amb els següents minerals: calciborita, vimsita i parasibirskita.

## Formació i jaciments
Va ser descoberta l'any 1962 al dipòsit de Yuliya Svintsoviya, a República de Khakàssia (Districte Federal de l'Extrem Orient, Rússia), on es troba associada a calcita, clorita, pirita, granat, vesuvianita, datolita, tourmalina i axinita. També ha estat descrita al dipòsit de bor i coure de Novofrolovskoye (óblast de Sverdlovsk, Rússia) i a la mina Fuka (illa de Honshu, Japó), on es troba associada a altres minerals com: takedaïta, nifontovita, olshanskyita, pentahidroborita, frolovita, parasibirskita, uralborita, borcarita, fluorita i calcita.